# Liste deutsch-isländischer Städtepartnerschaften
Dies ist eine Liste von Städtepartnerschaften zwischen deutschen und isländischen Städten
| Isländische Stadt                 | Deutsche Stadt           | Partnerschaft seit |
| --------------------------------- | ------------------------ | ------------------ |
| Hafnarfjörður (Höfuðborgarsvæðið) | Cuxhaven (Niedersachsen) | 1988               |
| Ísafjörður (Vestfirðir)           | Kaufering (Bayern)       | 2013               |